# Dermatomiosite amiopatica
Per  dermatomiosite amiopatica in campo medico, si intende una forma particolare di miosite.

## Epidemiologia
Colpisce prevalentemente il sesso femminile in età adulta, si mostrano diversi casi in età infantile. 

## Sintomatologia
Fra i sintomi e i segni clinici ritroviamo comparsa di piccole lesioni cutanee e periungueali, artralgie . Probabile un interessamento polmonare, e altre complicanze che in casi gravi possono portare alla morte. Possono mostrarsi in seguito coinvolgimenti a livello muscolare, spesso sono accompagnati da forme tumorali.

## Terapia
La terapia consiste nella somministrazione di corticosteroidi.